# 松露巧克力

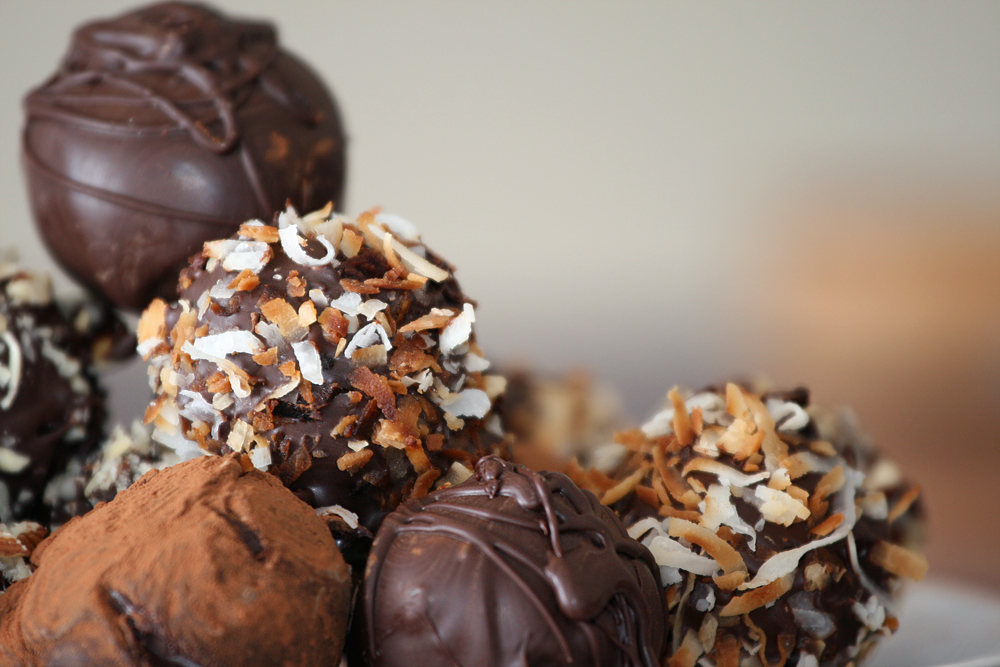
松露巧克力

松露巧克力（英語：Chocolate truffle）是一種巧克力糖果，通常作成一個球形、錐形、或曲線的形狀。其他餡料可替換奶油、焦糖、果仁，或其他什錦甜水果、花生糖、太妃糖、薄荷、棉花糖、利口酒等等。
名稱中的松露指其外形與松露菌相近，其实该巧克力不含有任何松露成分。
此種巧克力分為內外層，外層為巧克力或包裹可可粉，內層為巧克力溶于新鲜奶油裡并搓成球裹巧克力粉、水果或堅果等。由法国人路易斯·杜佛（Louis Dufour）于1895年创造。